# Ремирмон
Ремирмо́н, Ремиремон (фр. Remiremont) — город в департаменте Вогезы.
Расположен у слияния Мозеля и Мозелотты, в 25 км к юго-востоку от Эпиналя.

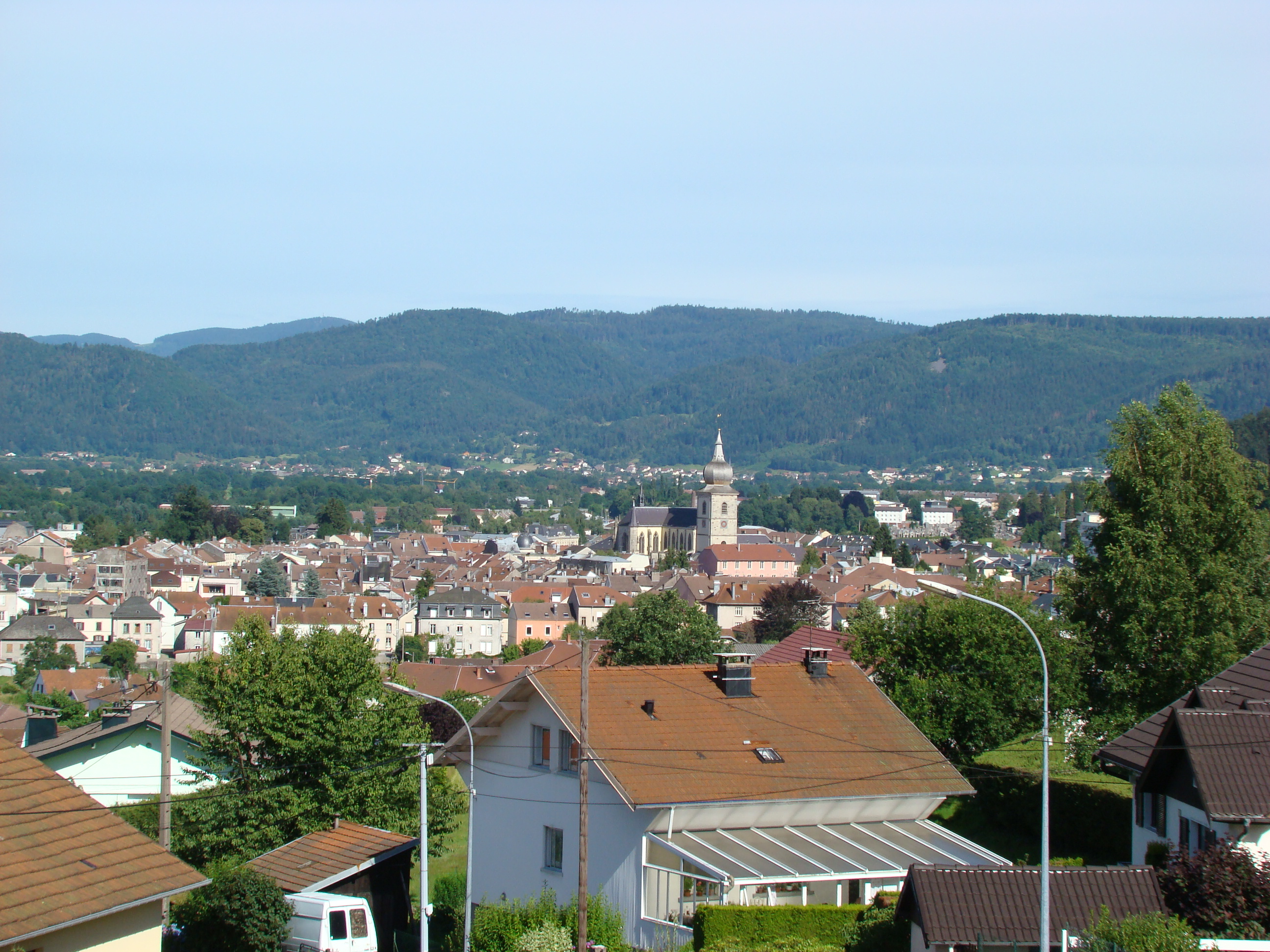
Вид Ремирмона

Вырос вокруг одноимённого женского аббатства, которое в период с 1290 по 1766 год обладало в составе Священной Римской империи автономией и статусом имперского. Название образовано от имени основателя аббатства — святого Ромариха, одного из спутников Колумбана. Значимый железнодорожный узел.
Население 8600 жителей (2006).